# Villa la Unión
Villa la Unión è una parrocchia urbana dell'Ecuador, capoluogo dell'omonimo cantone, nella provincia del Chimborazo.